# Georgetown (condado de St. Joseph)
Georgetown es un área no incorporada ubicada en el condado de St. Joseph, Indiana, Estados Unidos.
Fue un lugar designado por el censo (en inglés, census-designated place, CDP) hasta su disolución para el censo de 2010.

## Geografía
Está ubicada en las coordenadas 41°43′46″N 86°13′42″O / 41.72944, -86.22833.